# Мадани, Ахмад Джамиль
Ахма́д Джами́ль Мадани́ (араб. أحمد جميل مدني‎, англ. Ahmad Jamil Madani, 6 января 1970, Саудовская Аравия) — саудовский футболист, защитник. Всю карьеру провёл в клубе «Аль-Иттихад» из Джидды. Выступал засборную Саудовской Аравии. Участник чемпионата мира 1994 года и чемпионата мира 1998 года.

## Карьера

### Клубная
С 1992 года вплоть до завершения карьеры игрока в 1999 году выступал за «Аль-Иттихад» из Джидды, став за это время вместе с командой 2 раза чемпионом Саудовской Аравии, 1 раз обладателем Кубка наследного принца Саудовской Аравии, 2 раза обладателем Кубка Саудовской федерации футбола и по 1-му разу обладателем Кубка обладателей кубков Азии и Клубного кубка чемпионов Персидского залива.

### В сборной
В составе главной национальной сборной Саудовской Аравии выступал с 1992 по 1998 год. Участник чемпионата мира 1994 года и чемпионата мира 1998 года. В 1996 году, вместе с командой, стал обладателем Кубка Азии.

## Достижения

### Командные
Обладатель Кубка Азии: (1)
- 1996

Чемпион Саудовской Аравии: (2)
- 1996/97, 1998/99

Обладатель Кубка наследного принца Саудовской Аравии: (1)
- 1996/97

Обладатель Кубка Саудовской федерации футбола: (2)
- 1996/97, 1998/99

Обладатель Кубка обладателей кубков Азии: (1)
- 1999

Обладатель Клубного кубка чемпионов Персидского залива: (1)
- 1999